# Speerschneidera euploca
Speerschneidera euploca — вид грибів, що належить до монотипового роду Speerschneidera.